# Aparat fotograficzny braci Susse
Aparat fotograficzny braci Susse – jeden z najstarszych aparatów fotograficznych świata (być może nawet najstarszy) do wykonywania zdjęć techniką dagerotypii, wykonany w pracowni braci Susse w 1839 roku.

## Historia przedmiotu
Pierwszy aparat należał do Maksa Seddiga (1877–1963), który podarował aparat swojemu asystentowi Gunterowi Haase. Ten zaś zmarł w 2006 roku zostawiając aparat w spadku swojemu synowi Wolfgangowi, który wystawił go na aukcji w 2007 roku na której został sprzedany za 588 tys. euro anonimowemu kolekcjonerowi.